# Code canadien de l'électricité
Le Code canadien de l'électricité, Code CE ou CSA C22.1 est une norme publiée par l'Association canadienne de normalisation concernant l'installation et l'entretien des équipements électriques au Canada.
La première édition du Code canadien de l'électricité a été publiée en 1927. L'édition actuelle (26e) a été publiée en mars 2024. Les révisions du Code sont actuellement programmées selon un cycle de trois ans. Le Code est élaboré par un important groupe de bénévoles issus de l'industrie et de divers paliers de gouvernement. Il utilise un modèle prescriptif décrivant en détail les méthodes de câblage acceptables. Dans la version actuelle, le Code reconnaît que d'autres méthodes peuvent être utilisées pour garantir la sécurité des installations, mais celles-ci doivent être acceptables par l'autorité chargée de l'application du Code dans la juridiction concernée.
Le Code est divisé en sections, chacune portant un numéro pair et un titre. Les sections 0, 2, 4, 6, 8, 10, 12, 14, 16 et 26 contiennent des règles applicables aux installations en général ; les sections restantes sont complémentaires et traitent des méthodes d'installation dans des lieux ou des situations spécifiques. Voici quelques exemples de sections générales : méthodes de câblage, règles d'installation des conduits de canalisation, mise à la terre et continuité des masses, protection et contrôle, conducteurs et définitions. Voici quelques exemples de sections supplémentaires : emplacements humides, emplacements dangereux, zones de soins aux patients, systèmes d'urgence et installations temporaires. Lors de l'interprétation des exigences relatives à une installation particulière, les règles figurant dans les sections supplémentaires du Code modifient ou remplacent celles des sections générales du Code.
À partir de la version 2021 du CEC[Quoi ?], des définitions et exigences pertinentes pour les systèmes d'énergie renouvelable, les systèmes de stockage d'énergie et les équipements périphériques ont été ajoutées (section 64). Dans cette section, le CEC définit et explique chaque composant important, et fournit les exigences et les conseils d'installation pertinents.
Le Code canadien de l’électricité ne s’applique pas aux véhicules, aux systèmes exploités par un service public d’électricité ou de communication, aux systèmes ferroviaires, aux aéronefs ou aux navires, car ces installations sont déjà réglementées par des documents distincts.
Le Code canadien de l'électricité est publié en plusieurs parties : 
- La première partie constitue la norme de sécurité pour les installations électriques.
- La deuxième partie est un recueil de normes individuelles pour l'évaluation de l'équipement ou des installations électriques (la première partie exige que les produits électriques soient approuvés selon une norme de la deuxième partie).
- La troisième partie est la norme de sécurité pour les circuits de distribution et de transport d'électricité.
- La quatrième partie est un ensemble de normes axées sur les objectifs qui peuvent être utilisées dans certaines installations industrielles ou institutionnelles. La sixième partie établit des normes pour l'inspection des installations électriques dans les bâtiments résidentiels.

## Code basé sur les objectifs
En réponse à la demande de l'industrie, la CSA a élaboré la partie IV du Code canadien de l'électricité, composée de deux normes : la CSA C22.4 no 1 « Code électrique industriel axé sur les objectifs » et la CSA C22.4 no 2 « Code électrique industriel axé sur les objectifs - Exigences relatives au système de gestion de la sécurité ». Ces normes sont destinées à être utilisées uniquement par les utilisateurs industriels autorisés et ne s’appliquent pas, par exemple, à la construction résidentielle. Ces normes ne prescrivent pas de solutions spécifiques pour chaque cas, mais donnent plutôt des conseils à l'utilisateur pour atteindre les objectifs de sécurité de la norme CEI 60364. Étant moins prescriptif, l'OBIEC[Quoi ?] permet aux utilisateurs industriels d'utiliser de nouvelles technologies qui ne sont pas encore représentées dans la partie II du Code CE. L'utilisation de cet OBIEC est réservée aux utilisateurs industriels et institutionnels qui disposent d'un programme de gestion de la sécurité et des ressources d'ingénierie nécessaires pour mettre en œuvre la réglementation. L'objectif est que les utilisateurs de l'OBIEC maintiennent la sécurité tout en utilisant des méthodes qui réduiront le coût d'installation des grandes installations industrielles, par exemple dans le secteur pétrochimique,.